# 第204飛行隊 (航空自衛隊)
第204飛行隊（だい204ひこうたい、JASDF 204th Tactical Fighter Squadron）は、航空自衛隊南西航空方面隊第9航空団隷下の戦闘機部隊である。那覇基地に所属し、戦闘機にF-15J/DJ、連絡機にT-4を運用する。
同航空団隷下の第304飛行隊と共に、南西諸島全域の防空を担う戦闘飛行隊である。

## 概要

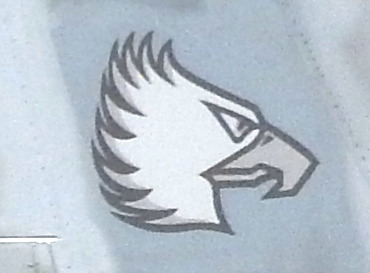
第204飛行隊部隊マークのイーグルヘッド

1964年（昭和39年）12月1日、航空自衛隊4番目のF-104J飛行隊として新田原基地第5航空団隷下にて発足。自衛隊法84条に基づく対領空侵犯措置任務と、運用機種であるF-104の機種転換操縦課程（操縦者教育）の両方を任務とした。
1985年（昭和60年）には航空自衛隊3番目のF-15J飛行隊として部隊改編を行うこととなる。新田原にてF-104の運用を終了した後、百里基地の第7航空団隷下でF-15部隊として再編成。約24年間の長きに渡り首都圏防空を担った。
平成17年度中期防に基づき、2008年（平成20年）末に沖縄への移駐が決定。翌2009年（平成21年）1月に那覇基地への部隊移駐を開始し第83航空隊隷下へ編入。3月には第302飛行隊から任務引継ぎを完了し、日本最南端のイーグル飛行隊として任務を再開した。
部隊マークは白頭鷲の横顔（イーグルヘッド）を描いたもので、「Eagle of Eagles（最強のイーグル飛行隊）」という意味を込めたとされる。八つの冠羽と下部三つの金冠羽で「第83航空隊」を表すようデザインされている。新田原基地に所属していた頃は、青と黄色淵で第五航空団共通の「Ⅴ」マークをかたどったデザインであった。部隊章は大きく羽を広げた白頭鷲の上を、F-15がコントレイルを曳きながら沖縄本島を周回しているデザイン。
また、同隊はミスティックイーグルと呼ばれる北欧神話に登場するワルキューレをノーズアートとして描いていた事でも知られている。隊所属の現役整備員が考案し、後に著名漫画家やイラストレーターも制作に参加した。塗装は戦技競技会の出場機に対して行われ、96年以降はシリーズ化された。毎年進化する美しいデザインは関係者の注目を集めたが、2003年度の競技会を最後に描かれていない。

## 沿革
- 1964年（昭和39年）12月1日 - F-104飛行隊として新田原基地の第5航空団隷下にて部隊編成。

12月2日 - F-104戦技課程開始。
- 1965年（昭和40年）1月7日 - F-104機種転換操縦課程開始[1]。
- 1968年（昭和43年）10月1日 - F-104による対領空侵犯措置任務付与[1]。
- 1978年（昭和53年）4月10日 - F-104が基地東方100kmの海上に墜落。操縦士1人死亡[2]。
- 1982年（昭和57年）6月4日 - 総合戦技競技会F-104部門優勝[1]。
- 1983年（昭和58年）11月11日 - 総合戦技競技会F-104部門優勝[1]。

11月28日 - ホットスクランブル2,000回達成。
- 1984年（昭和59年）3月1日 - F-15準備飛行班新編[3]。

4月16日 - F-15初配備。
4月23日 - F-15による初訓練実施。
6月21日 - F-15準備飛行隊新設。
12月1日 - 部隊創隊20周年記念式典を実施。
- 1985年（昭和60年）3月2日 - F-15飛行隊として百里基地で部隊再編成。第7航空団隷下に編入。

6月10日 - F-15での航空総隊戦技競技会初参加。
12月2日 - F-15Jによる対領空侵犯措置任務付与。
- 1986年（昭和61年）2月3日 - 築城基地での異機種間空戦訓練（DACT）初参加[3]。

9月4日 - ミサイル不時発射事故。
- 1987年（昭和62年）11月10日 - 航空総隊戦技競技会F-15部門優勝（第203飛行隊と同点優勝）[3][4]。
- 1988年（昭和63年）12月5日 - 航空総隊戦技競技会F-15部門優勝[3]。
- 1990年（平成02年）8月20日 - T-4受領[3]。
- 2002年（平成14年）5月27日 - 多国間演習コープサンダー初参加[3]。
- 2006年（平成18年）10月16日 - 航空総隊戦技競技会F-15部門優勝[5]。
- 2009年（平成21年）1月8日 - 百里基地から那覇基地へ部隊移駐開始[6]。

1月19日 - 那覇基地への移駐完了、第83航空隊隷下に編入。
3月12日 - 第302飛行隊から任務引継ぎ。対領空侵犯措置任務を開始。
- 2011年（平成23年）7月5日 - 東シナ海上空で飛行訓練中に墜落、乗員1名が殉職した[8]。
- 2014年（平成26年）12月13日 - 部隊創設50周年を迎え那覇基地で記念行事開催。
- 2017年（平成29年）8月16日 - 東シナ海での日米共同訓練に参加[9]。

9月9日 - 東シナ海での日米共同訓練に参加。

## 歴代運用機
- 戦闘機
  - F-104J/DJ（1964年～1984年）
  - F-15J/DJ（1985年～）

- 連絡機
  - T-33A（1964年～1993年 ）
  - T-4（1992年～）